# Lapislazuli – im Auge des Bären
Lapislazuli – im Auge des Bären ist ein 2006 erschienener Familienfilm.

## Handlung
In den österreichischen Alpen schlägt ein Meteorit in einen Gletscher ein und erweckt den im Eis eingefrorenen Neandertalerjungen Bataa zu neuem Leben.
Bataa begegnet dem Mädchen Sophie, die von der Ferienhütte in den Bergen ausgerissen ist. Sophies Mutter ist gestorben und nun kann sie sich mit der neuen Freundin ihres Vaters und deren Tochter nicht zurechtfinden.
Sophie bleibt bei Bataa, doch vorerst scheinen sie durch ihre unterschiedlichen Welten und Sprachen getrennt.
Bataa sucht eine bestimmte Höhle, eine heilige Stätte der Neandertaler. Mit Hilfe eines Einsiedlers schaffen sie es, die Höhle zu finden, doch als Sophie erfährt, dass Bataa hier sterben will, um „zu seiner Familie zu gelangen“, beschließt sie, ihn mit zu ihrer Oma zu nehmen.
Auf dem Weg in die Stadt bemerkt Sophie, dass Bataa krank ist und einen Arzt braucht. Auf der Suche nach Hilfe stoßen die beiden auf den Wissenschaftler Heckl, der Bataa jagt und fängt. Mit Hilfe ihrer Eltern kann Sophie Bataa befreien, muss allerdings feststellen, dass Bataa schwer krank ist. Sophie erkennt, dass Bataas Platz nicht in dieser Welt ist und sie machen sich erneut auf den Weg zu der Höhle, doch ihnen bleibt nicht mehr viel Zeit. Mit letzter Kraft, und unterstützt von Sophies Familie, schafft es Bataa zu der Höhle, von wo er seine „Reise“ antritt.

## Kritik
„Das alles ist spannende Jugendunterhaltung – mit sehr ernster Grundierung. Nur wer loslassen kann, findet Geborgenheit, lautet die Botschaft von „Lapislazuli““